# Ferrières (Manche)
Ferrières (wym. [fɛrjɛɾə]) – miejscowość i dawna gmina we Francji, w regionie Kraj Loary, w departamencie Maine i Loara. W 2013 roku jej populacja wynosiła 51 mieszkańców.
1 stycznia 2016 roku połączono pięć wcześniejszych gmin: Ferrières, Heussé, Husson, Sainte-Marie-du-Bois oraz Le Teilleul. Siedzibą gminy została miejscowość Le Teilleul, a nowa gmina przyjęła jej nazwę.